# Facharzt für Innere Medizin und Endokrinologie und Diabetologie
Facharzt für Innere Medizin und Endokrinologie und Diabetologie, auch Endokrinologe und Diabetologe/Endokinologin und Diabetologin, ist in Deutschland die offizielle Bezeichnung für einen Facharzt, der sich auf die ärztliche Tätigkeit in den Bereichen Endokrinologie und Diabetologie des Gebietes Innere Medizin spezialisiert hat.

## Gebietsdefinition Innere Medizin
Nach der deutschen Muster-Weiterbildungsordnung 2018 umfasst das Gebiet Innere Medizin die Vorbeugung, (Früh-)Erkennung, konservative und interventionelle Behandlung sowie Rehabilitation und Nachsorge der Gesundheitsstörungen einschließlich geriatrischer Krankheiten und Erkrankungen der Atmungsorgane, des Herzens und Kreislaufs, der Verdauungsorgane, der Nieren und ableitenden Harnwege, des Blutes und der blutbildenden Organe, des Gefäßsystems, des Stoffwechsels und der inneren Sekretion, des Immunsystems, des Stütz- und Bindegewebes, der Infektionskrankheiten und Vergiftungen sowie der soliden Tumore und der hämatologischen Neoplasien. Das Gebiet umfasst auch die Gesundheitsförderung und die Betreuung unter Berücksichtigung der somatischen, psychischen und sozialen Wechselwirkungen und die interdisziplinäre Koordination der an der gesundheitlichen Betreuung beteiligten Personen und Institutionen.

## Facharzt-Weiterbildung Innere Medizin und Endokrinologie und Diabetologie
Um in Deutschland als Facharzt für Innere Medizin und Endokrinologie und Diabetologie tätig werden zu können, muss nach dem Abschluss eines Medizinstudiums und erteilter Approbation als Arzt
- eine mindestens 72 Monate dauernde Weiterbildung Monate im Gebiet Innere Medizin an zugelassenen Weiterbildungsstätten absolviert werden, davon müssen abgeleistet werden:
- 36 Monate in Innerer Medizin und Endokrinologie und Diabetologie, davon
  - 24 Monate in der stationären Patientenversorgung,
- 24 Monate in mindestens zwei anderen Facharztkompetenzen des Gebiets Innere Medizin,
- 6 Monate in der Notfallaufnahme,
- 6 Monate in der Intensivmedizin.[1]

Bei der Anmeldung zur Weiterbildungsprüfung müssen der zuständigen Ärztekammer sämtliche Nachweise über die erfüllten Mindestanforderungen vorgelegt werden. Dazu gehören auch die Logbuch-Dokumentationen über alle durch die MWBO vorgegebenen Inhalte der Weiterbildung. Zur Weiterbildungsprüfung muss man darlegen, dass man über die entsprechenden Kenntnisse, Erfahrungen und Fertigkeiten im Fach verfügt.
Die Inhalte der Facharzt-Weiterbildungen im Gebiet Innere Medizin / Facharzt/Fachärztin für Innere Medizin Endokrinologe und Diabetologe/Endokrinologin und Diabetologin sind in der Muster-Weiterbildungsordnung festgeschrieben.

## Inhalte der Weiterbildung
Zur Weiterbildungsprüfung muss dargelegt werden können, dass man Kenntnisse, Erfahrungen und Fertigkeiten unter anderem in folgenden Bereichen erlangt hat:

### Spezifische Inhalte der Facharzt-Weiterbildung Innere Medizin und Endokrinologie und Diabetologie
- Prävention, Differentialdiagnose, Therapieoptionen und Rehabilitation von endokrinologischen und Stoffwechselerkrankungen

- Transition im Kontext angeborener und im Kindesalter erworbener endokrinologischer und Stoffwechselerkrankungen

- Vorbeugung, Diagnostik und Therapie von Erkrankungen des Knochenstoffwechsels, insbesondere Osteoporose, Osteomalazie und metabolische Knochenerkrankungen

- Vorbeugung und Behandlung von Erkrankungen hormonbildender, orthotop oder heterotop gelegener Drüsen, insbesondere 
  - Schilddrüse
  - Hypophyse
  - Nebennieren
  - Nebenschilddrüse
  - weibliche und männliche Gonaden
  - endokrines Pankreas einschließlich Glucosestoffwechsel
  - Endokrinium des Gastrointestinaltraktes und der Lunge

- Behandlung von Störungen des Fett- und Energiestoffwechsels
- Behandlung von endokrinen und neuroendokrinen Tumoren sowie von paraneoplastischen Hormonproduktionsstellen
- Behandlung endokriner Fertilitätsstörungen
- Behandlung von Malnutrition einschließlich endokriner Folgeerkrankungen
- Vorbeugung, Diagnostik und Therapie der Adipositas und ihrer Folgeerkrankungen einschließlich Indikation und Weiterbehandlung nach bariatrischer Chirurgie
- Behandlung von endokrinologischen Erkrankungen in der Schwangerschaft
- Vorbeugung, Diagnostik und Therapie des Diabetes mellitus einschließlich der Komplikationen, diabetesassoziierter Erkrankungen sowie sekundärer Diabetesformen
- Perioperatives oder periinterventionelles Diabetesmanagement
- Durchführung strukturierter Schulungskurse für Typ 1 und Typ 2 Diabetiker mit und ohne Komplikationen, für schwangere Diabetikerinnen sowie Schulungen zur Hypoglykämiewahrnehmung und zu diabetes-assoziierten Erkrankungen
- Diagnostik und Therapie des endokrin bedingten Hypertonus und dessen Folgen
- Durchführung strukturierter Schulungen für Patienten mit 
  - arterieller Hypertonie
  - Erkrankungen der Nebenniere, der Hypophyse, mit endokrinen und neuroendokrinen Tumoren
- Indikationsstellung, Durchführung, Interpretationen bildgebender Verfahren in Endokrinologie und Diabetologie
- Durchführung instrumenteller und bioanalytischer Methoden, insbesondere Photometrie, Spektrometrie sowie immunochemische Verfahren, z. B. Immunoassays zur qualitativen und quantitativen Bestimmung von Hormonen, Substraten und Metaboliten, Enzymen, Rezeptoren und Antikörpern
- Ernährungsberatung und Diätetik, sozialmedizinische Beratung, Planung und Durchführung von Rehabilitationsmaßnahmen sowie Langzeitbetreuung bei endokrinologischen und diabetologischen Erkrankungen
- Behandlung endokriner und diabetologischer Notfälle einschließlich ketoazidotisches/hyperosmolares Koma und Hypoglykämie
- Strahlenschutz.[1]

Die Inhalte der Musterweiterbildungsordnung sind allerdings nur eine Empfehlung für die rechtsverbindlichen Weiterbildungsordnungen der Landesärztekammern, die hiervon abweichende Regelungen treffen können.

## Zusatzweiterbildungen
Fachärzte für Innere Medizin und Endokrinologie und Diabetologie haben die Möglichkeit, sich durch Zusatz-Weiterbildung weiter zu qualifizieren. Dies betrifft die Weiterbildung in Andrologie sowie die Zusatz-Weiterbildungen,
- die von allen Fachärzten sowie von Ärzten ohne abgeschlossene Facharztweiterbildung erworben können und solche
- die Fachärzten der Gebiete der unmittelbaren Patientenversorgung vorbehalten sind.